# アルカリ金属熱電変換機
アルカリ金属熱電変換機（AMTEC:alkali-metal thermal-to-electric converter）は電気化学的に熱から電気に直接変換する素子である。高効率かつ稼動部品がないことから、宇宙機などの用途が想定されている。1966年にフォード社に務めていたJoseph T. Kummerと Neill Weberが発明し、「ナトリウム熱エンジン（Sodium Heat Engine）」という名称でアメリカ合衆国特許3404036、3458356、3535163と4049877を取得した。
変換器は電解質としてナトリウム・硫黄電池に使用されるβアルミナ固体電解質を使用する。

## 動作原理
金属ナトリウムを加熱、冷却すると高温側では圧力が高く（濃度が高く）、低温側では低く（濃度が低く）なる。この圧力差を利用して電解質を挟んで濃淡電池を構成することで発電する。

## 劣化
金属ナトリウムは金属を溶解させ腐食させる。βアルミナ固体電解質は安定なものの、電極が劣化する。

## 性能
900Kから1300Kの熱を加えることにより15から40%の変換効率で直流を発電する。
900から1300Kの高温高圧のナトリウム蒸気と400から700Kの低圧状態の凝縮した液体ナトリウムを分離する。セル単体の開放電圧は1.37Vで、出力密度は1350K(1080℃)において0.40W/cm2である。
AMTECセルの効率は実験室では16%に到達した。高電圧多管モジュールは(2009年時点での最先端のコンピュータシミュレーションを使用した)予測では近い将来、20から25%の効率で出力密度は1リットルあたり0.2KWに到達すると予想される。作動流体をナトリウムからカリウムに変更すると、厚さ1mmの管を用いて1100Kで運転した場合に効率は28%から31%に向上すると算定されている。さらに開発が進めば出力密度の向上により効率が35%から40%に向上する事が期待されている。カリウムの方がより低温で運転が期待できる。
全体的なシステムでは現在の集電技術と将来のAMTEC変換効率では最高で14 W/kgに到達が限度であると考えられる。長期運転の信頼性を高めるために運転温度の低温化(600K)と装置全体の小型化と長寿命化が課題である。

## 用途
深宇宙探査では放射性同位体を使用したハイブリッドシステムでの使用が予定される The interfacial electrochemical kinetics can be further described quantitatively with a tunneling, diffusion, and desorption model. A reversible thermodynamic cycle for AMTEC shows that it is, at best, slightly less efficient than a Carnot cycle.。
宇宙用システムでのAMTECの適用が検討されている。+25%以上の効率になれば発電費用は$350/kWになり、炉や給湯器や キャンピングカーの電源を含む多様な分散型電源でAMTECは広範囲な普及が期待される。パイプラインの陰極防食(英語版)、油井施設からの遠隔測定法への適用が検討されている。廃熱を活用した熱電併給により高効率化し、発電単価を引き下げる事が期待できる。